# Kevin Connor
Kevin Connor (Londres, Regne Unit, 24 de setembre de 1937) és un director de cinema, productor i guionista anglès.

## Filmografia
Les seves pel·lícules més destacades són:

### Director
- 1973: From Beyond the Grave
- 1975: The Land That Time Forgot
- 1975: Cosmos 1999 (sèrie TV)
- 1976: Trial by Combat
- 1976: At the Earth's Core
- 1977: Oblidats pel temps (The People That Time Forgot)
- 1978: Warlords of Atlantis
- 1979: Hart to Hart (sèrie TV)
- 1979: Arabian Adventure
- 1980: Motel Hell
- 1981: Goliath Awaits (TV)
- 1982: La casa del diable (The House Where Evil Dwells)
- 1983: Wizards and Warriors (sèrie TV)
- 1983: Hotel (sèrie TV)
- 1984: Mistral's Daughter (sèrie TV)
- 1984: Call to Glory (sèrie TV)
- 1984: Partners in Crims (sèrie TV)
- 1986: Nord and South (fulletó TV)
- 1987: The Lion of Africa (TV)
- 1987: The Return of Sherlock Holmes (TV)
- 1988: What Price Victory (TV)
- 1988: Dirty Dozen: The Series (sèrie TV)
- 1989: Great Expectations (fulletó TV)
- 1989: The Hollywood Detective (TV)
- 1990: I Misteri della giungla nera (fulletó TV)
- 1992: Spies (TV)
- 1993: Sunset Grill
- 1993: Age of Treason (TV)
- 1993: Lethal Exposure (TV)
- 1993: Diana: Her True Story (TV)
- 1993: Jack Reed: Badge of Honor (TV)
- 1994: Shadow of Obsession (TV)
- 1995: Hart to Hart: Secrets of the Hart (TV)
- 1995: The Old Curiosity Shop (fulletó TV)
- 1995: The Elizabeth Taylor Story (TV)
- 1996: The Little Riders (TV)
- 1996: The Lazarus Man (sèrie TV)
- 1997: The Apocalypse Watch (TV)
- 1997: Mother Teresa: In the Name of God's Poor
- 1999: The Seventh Scroll (fulletó TV)
- 1999: Mary, Mother of Jesus (TV)
- 2000: In the Beginning (TV)
- 2002: Santa, Jr. (TV)
- 2004: Just Desserts (TV)
- 2004: Murder Without Conviction (TV)
- 2004: Frankenstein (fulletó TV)
- 2004: A Boyfriend for Christmas (TV)
- 2005: McBride: Murder Past Midnight (TV)
- 2005: McBride: The Chameleon Murder (TV)
- 2005: McBride: It's Murder, Madam (TV)
- 2005: Fielder's Choice (TV)
- 2010: The Wish List (TV)
- 2010: Farewell Mr. Kringle (TV)
- 2011: Annie Claus is Coming to Town (TV)
- 2012: I Married Who? (TV)
- 2012: Chasing Leprechauns (TV)
- 2012: Strawberry Summer (TV)
- 2013: The Thanksgiving House (TV)
- 2014: Sweet Surrender (TV)

### Productor
- 1989: The Hollywood Detective (TV)
- 1999: The Seventh Scroll (fulletó TV)

### Guionista
- 1999: The Seventh Scroll (fulletó TV)

## Premis i nominacions
Nominacions
- 1970: BAFTA al millor muntatge per Oh! What a Lovely War